# Norddal

Wappen der Kommune Norddal

Norddal war eine Kommune im mittelnorwegischen Fylke Møre og Romsdal. Verwaltungssitz der Kommune war Valldal. Im Zuge der Kommunalreform in Norwegen wurden Norddal und Stordal zum 1. Januar 2020 zur Kommune Fjord zusammengelegt.

## Geografie

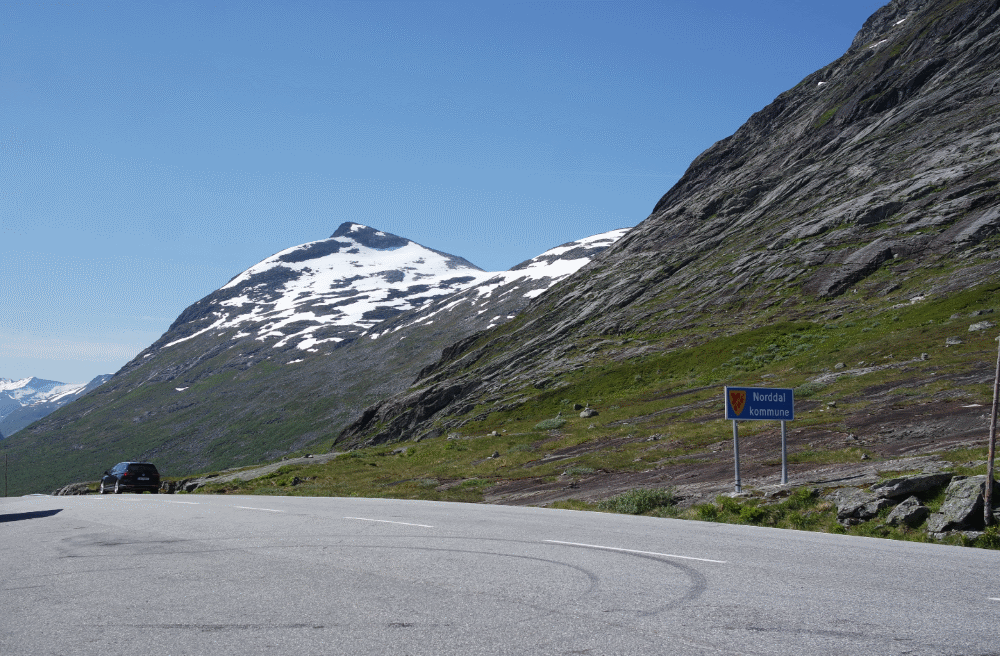
Eingangsschild der Kommune Norddal an der Grenze zu Rauma beim Trollstigen

In der Kommune leben 1645 Menschen (Stand: 1. Januar 2019) auf einer Fläche von rund 941 Quadratkilometern bei einer Bevölkerungsdichte von 1,7 Einwohnern pro Quadratkilometer. 
Zu der flächenmäßig großen Kommune gehörten neben Norddal und Valldal die Ortschaften Fjørå, Tafjord und Eidsdal. Die Kommunennummer war 1524.
Nordal lag teils im Tafjordfjella-Gebirge, in dem einige Gebiete nur von der Wasserseite aus erreichbar sind, grenzte aber auf der entgegengesetzten Seite an den Geirangerfjord und die Schären. Die Region gehört zu einer der fischreichsten Gegenden Norwegens. Sogar der auf 423 Metern gelegene See Eidsvatn gehört dazu.

## Sehenswürdigkeiten
Neben der größten Ziegenalm Norwegens Herdalssetra und den Fjord- und Bergbauernhöfen ist die achteckige barocke Norddal Kyrkje aus dem Jahre 1782 mit den Ölgemälden von Bernt Notke aus dem frühen 16. Jahrhundert ein touristischer Magnet. In Linge befindet sich Europas nördlichster Obstgarten.